# Павел Ковачев (футболист)
Вижте пояснителната страница за други личности с името Павел Ковачев.
Павел Благомиров Ковачев е български футболист, защитник в Локомотив (Пловдив). Висок е 191 см и тежи 83 кг. Той е юноша на Берое.
Постиженията му са четвърто място на държавно първенство за юноши старша възраст 2004/05, второ място в международния юношески турнир „Юлиян Манзаров“, носител на приза „най-добър защитник“ от този турнир. Участва в юношеските и младежките национални отбори по футбол на България. Носител на Купата на България 2009/10, финалист супер купа на България 2009/10.
На 1 февруари 2007 г. сключва договор с литовския отбор Каунас.